# Ek Khiladi Ek Haseena
Ek Khiladi Ek Haseena è un film del 2005 diretto da Suparn Verma.